# ハートフルメモリーズ 〜Little Witch Parfait 2〜
『ハートフルメモリーズ 〜Little Witch Parfait 2〜』（ハートフルメモリーズ リトル・ウィッチ パルフェ 2）は、2000年4月21日に工画堂スタジオより発売されたWindows用経営アドベンチャーゲーム。

## 概要
リトル・ウィッチ パルフェシリーズ第4作。『リトル・ウィッチ パルフェ』から2年後のフロルエルモスを舞台とする。ヒロインはパルフェとルティルの2人。魔法店の経営がゲームの基本である点に変わりはないものの、主人公が男性に変更され百合志向は影を潜めている。また基本的なシステムは継承しつつ、魔法薬を依頼人に配達する「宅配」や、魔法店の経営で各キャラクターに仕事を割り振る「役割分担」などの機能が追加された。初回版にはトレーディングカードが付属する。

### 製品バリエーション
『ハートフルメモリーズ 〜Little Witch Parfait 2〜』
2000年4月21日発売。中国語版も発売された。
『ハートフルメモリーズ 〜Little Witch Parfait 2〜』 （DVD版）
2003年11月28日発売。Windows 2000/XPに対応し、メディアはDVD-ROMに変更された。「パルフェふぁんBOXディスク（ココットのどきどきQUIZ大作戦、くろねこみゅーじあむ収録）」を同梱する。
『リトル・ウィッチ パルフェ コンプリートパック』
2005年3月25日発売。シリーズ全5作品を収録する。麻雀風の絵合わせゲーム『パルフェDON!』のプレゼントキャンペーンが実施された。

## ストーリー
大けがをしてクラベルの滝のほとりに倒れていた主人公は魔法薬の材料を探しにきたパルフェに発見され手当てを受けるが、名前以外の記憶を失っていた。パルフェの厚意で黒猫魔法店の手伝いをしながら体力と記憶の回復を図ることにした主人公は、少女ルティルや女剣士ライナ、黒騎士などと出会い、様々な出来事を経験する。次第に記憶を取り戻す主人公だが、それに伴い重大な事実が明らかになっていく。

## 登場人物
※本名や設定は、関連書籍や他作品で判明したものを含む。
浩治（こうじ）
主人公。名前は変更可能。
大けがをして記憶喪失で身に覚えのない莫大な借金を抱えている。倒れていたところを魔法薬の材料探しにきたパルフェに助けられ、黒猫魔法店の手伝いをすることとなる。半年の期限の中で借金を返していくことになる。パルフェとルティルには以前どこかで会ったような気がしている。
パルフェ＝シュクレール（Parfait Sucreal）
声 - 古山きみこ（現・こやまきみこ）
黒猫魔法店を経営する16歳の少女。母の死や親友の失明などのつらい体験を乗り越え心身ともに大きく成長した。店の借金は完済したが、経営はまだ順調とまではいかず資金繰りには苦労している。宮廷魔導師の父と魔法使いの母の才能を受け継ぎ、強力な魔法力を秘めている。誕生日は1月24日。
ルティル＝エル＝サーレ（Lutill El Salre）
声 - 堀江由衣
フロルエルモス魔法学院高等科に通う14歳の少女。森の泉で歌っていた際に主人公と運命的な出会いをする。性格は元気で明るく、自分のことをボクと呼ぶ。ジェノワーズ家に執事として仕える家系に生まれ、ジェノワーズ家に従って半年ほど前に風の国フォルラータから移ってきた。パン屋「こるね」で週に3日アルバイトをしている。誕生日は9月20日。
フローレ＝ミルフィア（Flore Milfia）
声 - 三五美奈子
パルフェの親友。16歳。2年前に熱死病に冒された際に視力を失い、引き換えに精霊の声を聞くことができるようになった。花が大好きで、よく花の精霊と会話をしている。誕生日は6月11日。
ココット＝キルシュ（Cocotte Kirsche）
声 - 水橋かおり
ルティルの友達で、魔法学院高等科の3年生。14歳。フィリス王子に随伴し風の国フォルラータに滞在中の姉・レネットに代わり、使い魔のハムスター・熊太郎とスマイル魔法店を切り盛りしている。誕生日は8月24日。
ライナ＝フォーゼル（Raina Forzel）
声 - 真田アサミ
猫耳の女剣士。10歳。大剣を佩き、姉の仇討ちのため主人公の命を狙うが、ある事件を機に主人公と共に黒猫魔法店の手伝いをすることになる。誕生日は9月8日。
ヒューイ＝ジェノワーズ
声 - 青木誠
有力貴族の子息でルティルの幼馴染。人を見下すような態度を取り、ルティルに近づく男には敵意をむき出しにする。
黒騎士
声 - 中村秀利
不気味な鎧に身を包んだ謎の騎士。闇の力に魅入られている。

## スタッフ
- キャラクターデザイン - 羽音たらく
- 音楽 - 馬場信繁

## 主題歌
「poetrylove 〜出会いは詩うように〜」
作詞 - 貝阿弥範明 / 作曲・編曲 - 馬場信繁 / 歌 - 堀江由衣

## イベント
パルフェ 午後のお茶会
2000年11月4日にアニメショップコミット秋葉原店で開催。出演は古山きみこ（パルフェ・シュクレール役）、水橋かおり（ココット・キルシュ役）、ベティ橋本（司会・工画堂広報）。

## 関連商品
ハートフルメモリーズ パルフェと竜の顎
2000年12月27日より「GA Graphic」で連載が開始されたオリジナルWeb小説。文は石井博士、イラストは駒都えーじが担当した。
リトル・ウィッチ パルフェ ビジュアルファンブック
発売日：2001年7月6日 / 発行：エンターブレイン ISBN 4-7577-0360-0
パルフェシリーズ5作品に『エンジェリック・コンサート』を加えた6作品の攻略ガイド、設定資料を掲載。付属のCD-ROMには体験版や壁紙などを収録。
パルフェ リミックス！
発売日：2003年12月28日 / 発売：工画堂スタジオ / 品番：KGMC-005
音楽を担当した馬場信繁が、シリーズ3作品（『パルフェ』『レネット』『パルフェ2』）のBGM 計14曲を再アレンジ。『パルフェ2』からは4曲を収録。
ハートフルメモリーズ パルフェ
発売日：2007年9月7日 / 海洋堂
1/7スケール PVC製塗装済完成品フィギュア。原型製作は宮園博久。